# アルマーン・コーリ
アルマーン・コーリ（Armaan Kohli、1972年3月23日 - ）は、インドの俳優。

## 生い立ち
ラージクマール・コーリとニシの息子としてムンバイに生まれる。チェンブルのキリスト系学校に通うが、9年生の時に中退する。父が監督を務めた『Badle Ki Aag』『Raaj Tilak』で子役として出演している。

## キャリア
1992年に父が監督した『Virodhi』で俳優デビューするが、同作は興行的に失敗している。続いて『Deewanaに起用されたが、アルマーンは最初の撮影を終えた後に降板し、代わりにシャー・ルク・カーンが起用された。アッバス＝ムスタンの『Baazigar』でも主役に起用されたが、最終的に降板してシャー・ルク・カーンが起用され、『DDLJ 勇者は花嫁を奪う』でも降板してパルミーティ・セティが代わりに起用された。
1990年代は『Dushman Zamana』『Anaam』『Aulad Ke Dushman』などに出演したが、いずれも興行的な成功は収められなかった。ラージクマールは『Qahar』でアルマーンのキャリアを復活させようと考えたが、興行成績は平均的な結果に終わっている。5年間活動を休止した後、アルマーンは『Jaani Dushman: Ek Anokhi Kahani』に出演して活動を再開するが、同作も興行的な成功は収められなかった。2002年に車を運転中に歩行者との接触事故を起こしている。2003年にはJ・P・ダッタの『レッド・マウンテン』に出演している。2015年にはスーラジ・バルジャーティヤの『プレーム兄貴、王になる』で12年振りに映画に出演し、悪役としてサルマーン・カーンと共演した。

## 不祥事
2013年9月から『ビッグ・ボス7』に出演していたが、12月16日に共演者のソフィア・ハヤトに対する暴力行為で逮捕されたが、翌日に保釈されている。2018年6月には交際相手の女性が「コーリから暴力行為を受けた」という被害届が出されたことで再び逮捕されたが、彼女が訴えを取り上げたことで釈放されている。2021年8月にコカイン1.2グラムを所持していたことで逮捕され、1年間の勾留期間を経て2022年9月に保釈された。

## フィルモグラフィー
- Badle Ki Aag（1982年）
- Raaj Tilak（1984年）
- Virodhi（1992年）

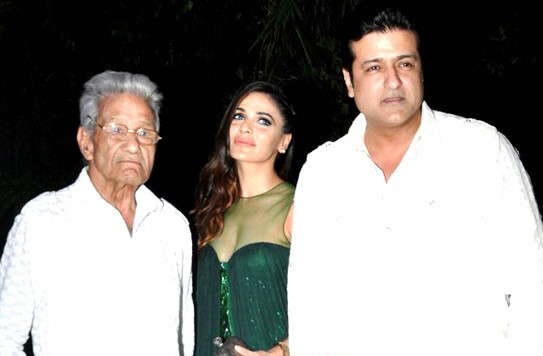
ラケシュ・ローシャンの誕生日パーティーに出席するアルマーン・コーリとラージクマール・コール（2017年）

- Dushman Zamana（1992年）
- Anaam（1993年）
- Koyal（1993年）
- Kohra（1993年）
- Aulad Ke Dushman（1993年）
- Juaari（1994年）
- Veer（1995年）
- Qahar（1997年）
- Dushmani（2002年）
- Jaani Dushman: Ek Anokhi Kahani（2002年）
- レッド・マウンテン（2003年）
- プレーム兄貴、王になる（2015年）